# Glauco Signorini
Glauco Signorini (Roma, 1º gennaio 1913 – 4 agosto 1987) è stato un calciatore italiano, di ruolo attaccante.